# Sutków
Sutków est un village du sud de la Pologne orientale, dans le powiat de Dąbrowa, dans la voïvodie de Petite-Pologne.